# Persone di nome Mario/Politici
| Questa pagina contiene informazioni ricavate automaticamente dalle voci biografiche con l'ausilio del template Bio e di un bot. L'aggiornamento è periodico e automatico e ricostruisce completamente la pagina. Se manca una persona in questa lista, sei pregato di non aggiungerla, ma accertati piuttosto che la sua voce biografica contenga il template Bio e che i dati anagrafici siano correttamente compilati. Se il template Bio manca, inseriscilo tu stesso o, in alternativa, metti l'avviso {{tmp\|Bio}} che ne segnala la mancanza. Se i dati riportati sono sbagliati, correggi direttamente la voce biografica; le modifiche saranno visibili in questa lista entro pochi giorni. Per chiarimenti vedi il progetto antroponimi. La lista contiene solo le 206 persone che sono citate nell'enciclopedia e per le quali è stato implementato correttamente il template Bio. Pagina aggiornata al 22 lug 2025. |

Questa è una lista di persone presenti nell'enciclopedia che hanno il nome Mario e sono politici.

## A(10)
- Mario Abbiate, politico, sindacalista e avvocato italiano (Genova, n. 1872 - Milano, † 1954)
- Mario Acquaviva, politico e rivoluzionario italiano (Acquapendente, n. 1900 - Casale Monferrato, † 1945)
- Mario Actis Perinetti, politico italiano (Caluso, n. 1895 - † 1988)
- Mario Albano, politico, giornalista e storico italiano (Pescara, n. 1948 - Montepulciano, † 2020)
- Mario Albertini, politico italiano (Pavia, n. 1919 - Pavia, † 1997)
- Mario Andreis, politico e antifascista italiano (Saluzzo, n. 1907 - Roma, † 1985)
- Mario Andrione, politico italiano (Aosta, n. 1932 - Aosta, † 2017)
- Mario Angeloni, politico, antifascista e avvocato italiano (Perugia, n. 1896 - Sariñena, † 1936)
- Mario Angelucci, politico italiano (Spello, n. 1903 - Perugia, † 1965)
- Mario Arnone, politico italiano (Novara, n. 1928 - Caltanissetta, † 2016)

## B(24)
- Mario Baccini, politico italiano (Roma, n. 1957)
- Mario Silla Baglioni, politico italiano (Umbertide, n. 1937 - Perugia, † 2018)
- Mario Baldini, politico italiano (Levizzano di Castelvetro, n. 1913 - Modena, † 2006)
- Mario Bandini Piccolomini, politico italiano (Siena, n. 1500 - Montalcino, † 1558)
- Mario Barbi, politico italiano (Moglia, n. 1951)
- Mario Bardelli, politico e sindacalista italiano (Pizzighettone, n. 1922 - † 1992)
- Mario Barellini, politico italiano (Buonconvento, n. 1927)
- Mario Andrea Bartolini, politico e sindacalista italiano (Porano, n. 1930 - Terni, † 2019)
- Mario Beccaria, politico italiano (Sant'Angelo Lodigiano, n. 1920 - † 2003)
- Mario Abdo Benítez, politico e imprenditore paraguaiano (Asunción, n. 1971)
- Mario Bergamo, politico e antifascista italiano (Montebelluna, n. 1892 - Parigi, † 1963)
- Mario Esteban Bergara, politico e economista uruguaiano (Montevideo, n. 1965)
- Mario Bettinotti, politico e giornalista italiano (La Spezia, n. 1884 - Genova, † 1967)
- Mario Bettoli, politico e partigiano italiano (Pordenone, n. 1925 - Pordenone, † 2012)
- Mario Biagioni, politico italiano (Roccastrada, n. 1931 - Grosseto, † 1989)
- Mario Bianchi Bandinelli, politico italiano (Castelnuovo Berardenga, n. 1848 - Siena, † 1930)
- Mario Biasci, politico e ingegnere italiano (Volterra, n. 1938 - Pisa, † 2015)
- Mario Birardi, politico italiano (La Maddalena, n. 1930 - La Maddalena, † 2022)
- Mario Blasich, politico italiano (Fiume, n. 1878 - Fiume, † 1945)
- Mario Borghese, politico italiano (Córdoba, n. 1981)
- Mario Borghezio, politico italiano (Torino, n. 1947)
- Mario Brunetti, politico, giornalista e scrittore italiano (Plataci, n. 1932 - Cosenza, † 2024)
- Mario Busca, politico e giurista italiano (Castino, n. 1882 - Vercelli, † 1967)
- Mario Buscaino, politico italiano (Trapani, n. 1950)

## C(32)
- Mario Campagnoli, politico italiano (Casteggio, n. 1935 - Pavia, † 2002)
- Mario Capanna, politico, scrittore e attivista italiano (Città di Castello, n. 1945)
- Mario Caraffini, politico italiano (n. 1926 - Perugia, † 2016)
- Mario Carelli, politico italiano (Macerata, n. 1899 - † 1992)
- Mario Carusi, politico italiano (Guglionesi, n. 1888)
- Mario Caruso, politico italiano (Mazara del Vallo, n. 1948 - Mazara del Vallo, † 2008)
- Mario Caruso, politico italiano (Militello in Val di Catania, n. 1955)
- Mario Casalinuovo, politico italiano (Catanzaro, n. 1922 - Soverato, † 2018)
- Mario Catalano, politico e giornalista italiano (Napoli, n. 1940 - † 2022)
- Mario Cataldi, politico e avvocato italiano (Arquata del Tronto, n. 1922 - Ascoli Piceno, † 2017)
- Mario Cavagna, politico italiano (Bergamo, n. 1937)
- Mario Cavallaro, politico italiano (Messina, n. 1951)
- Mario Cavallaro, politico italiano (Trecastagni, n. 1941)
- Mario Cayota, politico, diplomatico e storico della filosofia uruguaiano (Montevideo, n. 1936 - † 2023)
- Mario Ceravolo, politico e medico italiano (Chiaravalle Centrale, n. 1895 - Roma, † 1973)
- Mario Cevolotto, politico italiano (Treviso, n. 1887 - Viareggio, † 1953)
- Mario Chella, politico italiano (Udine, n. 1934 - Sestri Levante, † 2022)
- Mario Cheri, politico italiano (Sarule, n. 1934 - Nuoro, † 1985)
- Mario Chiesa, politico e dirigente d'azienda italiano (Milano, n. 1944)
- Mario Ciaccia, politico, magistrato e scrittore italiano (Roma, n. 1947)
- Mario Cingolani, politico italiano (Roma, n. 1883 - Roma, † 1971)
- Mario Cirillo, politico italiano (Telese Terme, n. 1923 - † 1980)
- Mario Cocciu, politico italiano (Olbia, n. 1942)
- Mario Coda Spirito, politico e partigiano italiano (Biella, n. 1903 - Torino, † 1995)
- Mario Colletto, politico italiano (Forlì, n. 1912 - Forlì, † 1989)
- Mario Collevecchio, politico italiano (Chieti, n. 1939)
- Mario Luigi Columba, politico e ingegnere italiano (Palermo, n. 1929 - Palermo, † 2021)
- Mario Conte, politico italiano (Treviso, n. 1979)
- Mario Costa, politico italiano (Napoli, n. 1921 - Roma, † 1997)
- Mario Cotellessa, politico italiano (Lanciano, n. 1897 - † 1978)
- Mario Cravedi, politico e partigiano italiano (Piacenza, n. 1928 - Piacenza, † 2013)
- Mario Crescenzio, politico e insegnante italiano (Arquà Polesine, n. 1942 - Arquà Polesine, † 2024)

## D(16)
- Mario D'Acquisto, politico italiano (Palermo, n. 1931)
- Mario D'Annunzio, politico italiano (Pescara, n. 1884 - Roma, † 1964)
- Mario D'Urso, politico e funzionario italiano (Napoli, n. 1940 - Roma, † 2015)
- Mario Dal Castello, politico italiano (Arsiero, n. 1942)
- Mario Dalla Tor, politico italiano (Marcon, n. 1956)
- Mario De Biase, politico e manager italiano (Marano di Napoli, n. 1952)
- Mario De Sotgiu, politico italiano (Ghilarza, n. 1935 - Cagliari, † 2008)
- Mario Del Monte, politico italiano (Modena, n. 1941 - Modena, † 1994)
- Mario Delpozzo, politico italiano (Villafalletto, n. 1902 - Cuneo, † 1984)
- Mario Demuru Zidda, politico italiano (Torpè, n. 1945)
- Mario Di Bartolomei, politico italiano (Supino, n. 1931 - Roma, † 2020)
- Mario Vincenzo Di Gioia, politico italiano (Lucera, n. 1928 - † 2006)
- Mario Diana, politico italiano (Simala, n. 1947)
- Mario Díaz-Balart, politico statunitense (Fort Lauderdale, n. 1961)
- Mario Dominici, politico italiano (Terni)
- Ignacio de Veintemilla, politico ecuadoriano (Quito, n. 1828 - Quito, † 1908)

## E(1)
- Mario Echandi Jiménez, politico costaricano (San José, n. 1915 - San José, † 2011)

## F(16)
- Mario Fabiani, politico italiano (Empoli, n. 1912 - Firenze, † 1974)
- Mario Fani, politico italiano (Viterbo, n. 1845 - Livorno, † 1869)
- Mario Fasino, politico italiano (San Severo, n. 1920 - Palermo, † 2017)
- Mario Ferrara, politico italiano (Lercara Friddi, n. 1954)
- Mario Ferrari Aggradi, politico italiano (La Maddalena, n. 1916 - Roma, † 1997)
- Mario Ferri, politico italiano (Grosseto, n. 1927 - Grosseto, † 1978)
- Mario Fioret, politico italiano (Pordenone, n. 1930)
- Mario Floris, politico e sindacalista italiano (Cagliari, n. 1937)
- Mario Follieri, politico italiano (Lucera, n. 1913 - † 1993)
- Mario Forte, politico italiano (Napoli, n. 1936)
- Mario Foscarini, politico italiano (Gallipoli, n. 1919 - Lecce, † 2004)
- Fabrizio Fracassi, politico italiano (Pavia, n. 1957)
- Mario Franzil, politico italiano (Udine, n. 1909 - Trieste, † 1973)
- Mario Frasson, politico italiano (Resana, n. 1945)
- Mario Frick, politico liechtensteinese (Balzers, n. 1965)
- Mario Furore, politico italiano (Foggia, n. 1988)

## G(13)
- Mario Garbi, politico e operaio italiano (Porto Viro, n. 1930 - Torino, † 2018)
- Mario Gargano, politico italiano (Tagliacozzo, n. 1929 - Roma, † 2018)
- Mario Gasbarri, politico italiano (Monteflavio, n. 1951 - Roma, † 2012)
- Mario Gatto, politico italiano (Frignano, n. 1944)
- Mario Michele Giarrusso, politico e avvocato italiano (Catania, n. 1965)
- Mario Giovannini, politico italiano (Vairano Patenora, n. 1903)
- Mario Giro, politico e diplomatico italiano (Roma, n. 1958)
- Mario Giustarini, politico e partigiano italiano (Volterra, n. 1904 - Pisa, † 2002)
- Mario Gomez d'Ayala, politico e avvocato italiano (Napoli, n. 1917 - Napoli, † 2008)
- Mario Grampa, politico italiano (Busto Arsizio, n. 1889 - Busto Arsizio, † 1961)
- Mario Guadagnolo, politico italiano (Gizzeria, n. 1944)
- Mario Marino Guadalupi, politico italiano (Taranto, n. 1918 - Roma, † 1989)
- Mario Guarente, politico italiano (Potenza, n. 1983)

## L(13)
- Mario Laganà, politico italiano (Locri, n. 1930)
- Mario Lancellotta, politico italiano († 2004)
- Mario Landolfi, politico e giornalista italiano (Mondragone, n. 1959)
- Mario Landriscina, politico italiano (Como, n. 1954)
- Mario Lanfranchi, politico italiano (Bressana Bottarone, n. 1902 - Milano, † 1959)
- Mario Leone, politico italiano (Firenze, n. 1922 - Firenze, † 2013)
- Mario Lettieri, politico italiano (Gallicchio, n. 1942)
- Mario Li Vigni, politico italiano (Piazza Armerina, n. 1924 - Ravenna, † 2014)
- Mario Lizzero, politico, partigiano e antifascista italiano (Mortegliano, n. 1913 - Udine, † 1994)
- Mario Lolini, politico italiano (Grosseto, n. 1958)
- Mario Longhena, politico italiano (Parma, n. 1876 - Bologna, † 1967)
- Mario Longoni, politico italiano (Seregno, n. 1883 - † 1959)
- Mario Lucini, politico italiano (Como, n. 1958)

## M(22)
- Mario Malossini, politico italiano (Riva del Garda, n. 1947)
- Mario Mammucari, politico, partigiano e sindacalista italiano (Roma, n. 1910 - Roma, † 1997)
- Mario Manfredi, politico italiano (Matera, n. 1943 - Bari, † 2025)
- Mario Mantovani, politico e imprenditore italiano (Arconate, n. 1950)
- Mario Marina, politico italiano (Milano, n. 1897 - † 1964)
- Mario di Carpegna, politico e militare italiano (Roma, n. 1856 - Roma, † 1924)
- Mario Marocco, politico italiano (Grado, n. 1927)
- Mario Martinelli, politico italiano (Como, n. 1906 - Como, † 2001)
- Mario Martinez, politico italiano (Acireale, n. 1901 - † 1976)
- Mario Augusto Martini, politico e diplomatico italiano (Firenze, n. 1884 - Firenze, † 1961)
- Mario Masiero, politico italiano (Este, n. 1936 - Legnano, † 2023)
- Clemente Mastella, politico italiano (Ceppaloni, n. 1947)
- Mario Mauro, politico italiano (San Giovanni Rotondo, n. 1961)
- Mario Melis, politico italiano (Tortolì, n. 1921 - Nuoro, † 2003)
- Mario Meoni, politico argentino (Ascensión, n. 1965 - Partido di San Andrés de Giles, † 2021)
- Mario Michelangeli, politico italiano (Anagni, n. 1957)
- Mario Mineo, politico e antifascista italiano (Palermo, n. 1920 - Palermo, † 1987)
- Mario Monducci, politico italiano (Reggio nell'Emilia, n. 1950 - Reggio nell'Emilia, † 2020)
- Mario Montagnana, politico, sindacalista e giornalista italiano (Torino, n. 1897 - Torino, † 1960)
- Mario Monti, politico e economista italiano (Varese, n. 1943)
- Mario Morgoni, politico italiano (Potenza Picena, n. 1954)
- Mario Muzzarini, politico italiano (San Polo d'Enza, n. 1892 - Roma, † 1965)

## N(1)
- Mario Neri, politico italiano (Belluno, n. 1941)

## O(1)
- Mario Occhipinti, politico e medico italiano (Scicli, n. 1954)

## P(17)
- Mario Palermo, politico e militare italiano (Napoli, n. 1898 - Napoli, † 1985)
- Mario Palomba, politico e avvocato italiano (Cagliari, n. 1897 - Cagliari, † 1969)
- Mario Palombo, politico italiano (Guarcino, n. 1937)
- Mario Pani, politico e pubblicista italiano (Borore, n. 1936)
- Mario Pardini, politico italiano (Lucca, n. 1973)
- Mario Pedini, politico italiano (Montichiari, n. 1918 - Roma, † 2003)
- Mario Pepe, politico e medico italiano (Bellosguardo, n. 1951)
- Mario Pepe, politico italiano (San Giorgio del Sannio, n. 1941)
- Mario Perani, politico italiano (Guidizzolo, n. 1936 - Mantova, † 2023)
- Mario Perantoni, politico italiano (Sassari, n. 1964)
- Mario Lauro Pietrosanti, politico italiano (Bassiano, n. 1901 - † 1958)
- Mario Pinna, politico italiano (Mamoiada, n. 1944)
- Mario Pittoni, politico italiano (Udine, n. 1950)
- Mario Pochetti, politico e sindacalista italiano (Palombara Sabina, n. 1921 - Roma, † 1990)
- Mario Prestamburgo, politico italiano (Messina, n. 1937)
- Mario Puddu, politico italiano (Radicondoli, n. 1926 - Oristano, † 2023)
- Alberto Pumarejo, politico colombiano (Barranquilla, n. 1893 - Barranquilla, † 1970)

## R(10)
- Mario Raffaelli, politico italiano (Trento, n. 1946)
- Mario Ricci, politico italiano (Massa, n. 1943)
- Mario Ricciardi, politico italiano (Salerno, n. 1908 - Napoli, † 1952)
- Mario Riccio, politico e avvocato italiano (Napoli, n. 1898 - † 1979)
- Mario Rigo, politico italiano (Noale, n. 1929 - Mirano, † 2019)
- Mario Robutti, politico italiano (Pietra Ligure, n. 1944 - Pietra Ligure, † 2018)
- Mario Roffi, politico e letterato italiano (Spilamberto, n. 1912 - Cona, † 1995)
- Mario Rosso, politico italiano (Cuneo, n. 1948)
- Mario Rotili, politico, storico e bibliotecario italiano (Benevento, n. 1920 - Benevento, † 1981)
- Mario Giovanni Guerriero Ruffini, politico italiano (Costa Volpino, n. 1937 - Lovere, † 1990)

## S(11)
- Mario Saggin, politico e partigiano italiano (Padova, n. 1895 - † 1981)
- Mario Santi, politico italiano (Lucca, n. 1924 - Prato, † 2018)
- Mario Sassano, politico italiano (San Martino in Pensilis, n. 1923 - Roma, † 1984)
- Mario Sberna, politico italiano (Brescia, n. 1960)
- Mario Scelba, politico italiano (Caltagirone, n. 1901 - Roma, † 1991)
- Mario Segala, politico italiano (Vicenza, n. 1906 - † 1949)
- Mario Sementini, politico italiano (Capua, n. 1907)
- Mario Silla, politico, partigiano e antifascista italiano (Tortona, n. 1891 - Tortona, † 1977)
- Mario Soldani, politico italiano (Livorno, n. 1937)
- Mario Staderini, politico italiano (Roma, n. 1973)
- Mario Stancati, politico italiano (Cosenza, † 2014)

## T(12)
- Mario Taborelli, politico italiano (Faloppio, n. 1952)
- Mario Tadini Buoninsegni, politico italiano (Napoli, n. 1889 - Rapolano Terme, † 1974)
- Mario Tamini, politico italiano (Gravellona Toce, n. 1941)
- Mario Tanassi, politico italiano (Ururi, n. 1916 - Roma, † 2007)
- Mario Tassone, politico italiano (Castrovillari, n. 1943)
- Mario Todeschini, politico, avvocato e giornalista italiano (Verona, n. 1863 - † 1937)
- Mario Todini, politico italiano (Terni, n. 1944)
- Mario Toma, politico italiano (Casarano, n. 1947)
- Mario Tommasini, politico italiano (Parma, n. 1928 - Parma, † 2006)
- Mario Trozzi, politico e sindacalista italiano (Sulmona, n. 1887 - Roma, † 1932)
- Mario Tullo, politico italiano (Genova, n. 1959)
- Mario Turco, politico italiano (Taranto, n. 1968)

## U(1)
- Mario Usellini, politico e imprenditore italiano (Milano, n. 1938)

## V(5)
- Mario Vaghi, politico italiano (Cesano Maderno, n. 1922 - Riccione, † 1978)
- Mario Valentini, politico italiano (Perugia, n. 1939)
- Mario Valiante, politico italiano (Roccadaspide, n. 1925 - Salerno, † 2018)
- Mario Venanzi, politico e avvocato italiano (Milano, n. 1913 - Milano, † 1995)
- Mario Vignola, politico italiano (Eboli, n. 1927 - Eboli, † 2017)

## Z(1)
- Mario Zotta, politico italiano (Pietragalla, n. 1904 - Roma, † 1963)